# 塘下镇
塘下镇是中华人民共和国浙江省温州市瑞安市下辖的一个镇，与乐清市柳市镇、苍南县龙港镇、平阳县鳌江镇并称为温州四大镇。2019年中国百强乡镇第90名。总面积81平方公里，本地户籍人口约17万，若包括外来常住人口则超过30万。

## 行政区划
塘下镇下辖以下村级行政区划单位：
邵宅社区、张宅社区、赵宅社区、陈宅社区、塘西社区、韩田社区、新溪社区、新坊社区、官渎社区、官进社区、上马社区、城东社区、五兴社区、双凤社区、驮山社区、三都社区、东塘岙社区、新塘社区、迎凤社区、北科园社区、西科园社区、岑头村、上金村、肇平垟下村、肇平垟中村、肇平垟新渎村、陈宅旺村、西南村、新居村、里北垟村、鲍一村、鲍二村、鲍三村、鲍四村、鲍五村、上升村、高营村、高星村、东洲村、鲍七村、凰湾村、鲍垟村、前桥村、前丰村、前进村、新前村、前北村、南河村、上潘村、上戴村、后朱村、上灶村、埭上村、浦桥村、龟山村、五林村、五方村、西河村、陈岙村、西岙村、上叶村、镇海村、镇东村、城南村、海东村、海北村、海西村、凤山村、石岗村、霞霖村、八水村、中北村、中南村、双桥村、吴岙村、花园村、前庄村、塘口村、凤渎村、凤胜村、凤士村、凤川村、沙河村、山官村、银岙村、沙岙村和沙渎村。

## 交通
- 沈海高速、 104国道过境。
- 温瑞塘河
- 毗邻温州龙湾国际机场

## 教育
- 塘下中心幼儿园
- 塘下镇一小
- 瑞安市实验二小
- 塘下镇一中
- 塘下高级中学（原瑞安市三中）